# 최윤열
최윤열(崔潤烈, 1974년 4월 17일 ~ )은 대한민국 출신의 축구 선수로서 포지션은 수비수이다.

## 클럽 경력
최윤열은 전남 드래곤즈에서 프로생활을 시작했다. 그리고 안양 LG 치타스 (현 FC 서울), 포항 스틸러스, 대전 시티즌 등의 팀을 거쳤고, 2008년 은퇴를 선언하면서 대전 시티즌은 그의 마지막 프로팀이 되었는데 1996년 12월 13일 개최된 97 프로축구 드래프트에서 대전으로 갈 것이 유력화됐지만 대전이 1차 지명으로 김승한을 택한 데다 최우선 지명권을 가진 안양 LG마저 오명관을 지명하는 바람에 전남에서 프로생활을 시작했다.
2010년, 청주 직지 FC에서 플레잉 코치를 겸하면서 아마추어 선수로서 축구 생활을 다시 시작하였다.

## 국가대표 경력
최윤열은 대한민국 국가대표로서 1996년 하계 올림픽과 1998년 아시안 게임에 참가했다.